# بيركهولدرية
البيركهولدرية (الاسم العلمي: Burkholderia) هي جنس من البكتيريا تتبع الفصيلة البيركهولدرات من رتبة البيركهولدريات.

## أصنوفات
الأصنوفات الأدنى لهذا الكائن:

نوع:بيركهولدرية أرضية 
اسم علمي: Burkholderia terrae

نوع:بيركهولدرية إستوائية 
اسم علمي: Burkholderia tropica

نوع:بيركهولدرية أطلسية الغياض 
اسم علمي: Burkholderia silvatlantica

نوع:بيركهولدرية أوبونية 
اسم علمي: Burkholderia ubonensis

نوع:بيركهولدرية أوكلاهومية 
اسم علمي: Burkholderia oklahomensis

نوع:بيركهولدرية أونامية 
اسم علمي: Burkholderia umamae

نوع:بيركهولدرية بانينية 
اسم علمي: Burkholderia bannensis

نوع:بيركهولدرية بذرية 
اسم علمي: Burkholderia seminalis

نوع:بيركهولدرية برازيلية 
اسم علمي: Burkholderia brasilensis

نوع:بيركهولدرية بريوياتية 
اسم علمي: Burkholderia bryophila

نوع:بيركهولدرية بصلية 
اسم علمي: Burkholderia cepacia

نوع:بيركهولدرية بصلية جديدة 
اسم علمي: Burkholderia cenocepacia

نوع:بيركهولدرية بيرولينية 
اسم علمي: Burkholderia pyrrocinia

نوع:بيركهولدرية تايلاندية 
اسم علمي: Burkholderia thailandensis

نوع:بيركهولدرية ترابية 
اسم علمي: Burkholderia soli

نوع:بيركهولدرية جبلية 
اسم علمي: Burkholderia monticola

نوع:بيركهولدرية جذرية 
اسم علمي: Burkholderia tuberum

نوع:بيركهولدرية جوفية 
اسم علمي: Burkholderia terricola

نوع:بيركهولدرية جينسنجيسولية 
اسم علمي: Burkholderia ginsengisoli

نوع:بيركهولدرية حديدية 
اسم علمي: Burkholderia ferrariae

نوع:بيركهولدرية حمضية 
اسم علمي: Burkholderia acidipaludis

نوع:بيركهولدرية حمضية الموطن 
اسم علمي: Burkholderia oxyphila

نوع:بيركهولدرية داخلية الفطر 
اسم علمي: Burkholderia endofungorum

نوع:بيركهولدرية دايازتروفية 
اسم علمي: Burkholderia diazotrophica

نوع:بيركهولدرية دلبوثية 
اسم علمي: Burkholderia gladioli

نوع:بيركهولدرية ديلوورثية 
اسم علمي: Burkholderia dilworthii

نوع:بيركهولدرية راعومية 
اسم علمي: Burkholderia pseudomallei

نوع:بيركهولدرية رعامية 
اسم علمي: Burkholderia mallei

نوع:بيركهولدرية ريزوكسينية 
اسم علمي: Burkholderia rhizoxinica

نوع:بيركهولدرية زرعية 
اسم علمي: Burkholderia graminis

نوع:بيركهولدرية زهرية 
اسم علمي: Burkholderia anthina

نوع:بيركهولدرية سبرنتية 
اسم علمي: Burkholderia sprentiae

نوع:بيركهولدرية سكرية 
اسم علمي: Burkholderia sacchari

نوع:بيركهولدرية سنغافورية 
اسم علمي: Burkholderia singaporensis

نوع:بيركهولدرية سوسونغية 
اسم علمي: Burkholderia susongensis

نوع:بيركهولدرية شجرية 
اسم علمي: Burkholderia arboris

نوع:بيركهولدرية شرهة 
اسم علمي: Burkholderia multivorans

نوع:بيركهولدرية شرهة كاذبة 
اسم علمي: Burkholderia pseudomultivorans

نوع:بيركهولدرية عاجية 
اسم علمي: Burkholderia eburnea

نوع:بيركهولدرية عريضة 
اسم علمي: Burkholderia lata

نوع:بيركهولدرية عقيدية 
اسم علمي: Burkholderia phymatum

نوع:بيركهولدرية فطرية 
اسم علمي: Burkholderia fungorum

نوع:بيركهولدرية فنازينية 
اسم علمي: Burkholderia phenazinium

نوع:بيركهولدرية فولية الخطم 
اسم علمي: Burkholderia rhynchosiae

نوع:بيركهولدرية فيتنامية 
اسم علمي: Burkholderia vietnamiensis

نوع:بيركهولدرية قرينة 
اسم علمي: Burkholderia symbiotica

نوع:بيركهولدرية قشرية 
اسم علمي: Burkholderia glumae

نوع:بيركهولدرية قلاعية 
اسم علمي: Burkholderia sabiae

نوع:بيركهولدرية كاربينية 
اسم علمي: Burkholderia caribensis

نوع:بيركهولدرية كاليدونية 
اسم علمي: Burkholderia caledonica

نوع:بيركهولدرية كورورية 
اسم علمي: Burkholderia kururiensis

نوع:بيركهولدرية مخادعة 
اسم علمي: Burkholderia dolosa

نوع:بيركهولدرية مرتقة 
اسم علمي: Burkholderia sartisoli

نوع:بيركهولدرية مستترة 
اسم علمي: Burkholderia latens

نوع:بيركهولدرية مستقرة 
اسم علمي: Burkholderia stabilis

نوع:بيركهولدرية مستوطنة الرواسب 
اسم علمي: Burkholderia sediminicola

نوع:بيركهولدرية مشعشعة 
اسم علمي: Burkholderia heleia

نوع:بيركهولدرية مضيفة 
اسم علمي: Burkholderia hospita

نوع:بيركهولدرية معدنية 
اسم علمي: Burkholderia metallica

نوع:بيركهولدرية مقوية للنباتات 
اسم علمي: Burkholderia phytofirmans

نوع:بيركهولدرية ملتبسة 
اسم علمي: Burkholderia ambifaria

نوع:بيركهولدرية ملحية 
اسم علمي: Burkholderia insulsa

نوع:بيركهولدرية ملوثة 
اسم علمي: Burkholderia contaminans

نوع:بيركهولدرية منتشرة 
اسم علمي: Burkholderia diffusa

نوع:بيركهولدرية منتشية 
اسم علمي: Burkholderia plantarii

نوع:بيركهولدرية منتفخة 
اسم علمي: Burkholderia nodosa

نوع:بيركهولدرية ميغابوليسية 
اسم علمي: Burkholderia megapolitana

نوع:بيركهولدرية ميموزاوية 
اسم علمي: Burkholderia mimosarum

نوع:بيركهولدرية نازعة للنترات 
اسم علمي: Burkholderia denitrificans

نوع:بيركهولدرية هاضمة الفينول 
اسم علمي: Burkholderia phenoliruptrix

نوع:بيركهولدرية هاضمة للدخيلة 
اسم علمي: Burkholderia xenovorans

نوع:بيركهولدرية ورقية النواة 
اسم علمي: Burkholderia caryophylli

نوع:روبسية خندقية 
اسم علمي: Burkholderia andropogonis

نوع:كاباليرونية أرضية 
اسم علمي: Burkholderia choica

نوع:كاباليرونية أوديس 
اسم علمي: Burkholderia udeis

نوع:كاباليرونية برية 
اسم علمي: Burkholderia terrestris

نوع:كاباليرونية ترابية 
اسم علمي: Burkholderia humi

نوع:كاباليرونية تشيجيانغية 
اسم علمي: Burkholderia zhejiangensis

نوع:كاباليرونية تلوريتية 
اسم علمي: Burkholderia telluris

نوع:كاباليرونية غريمية 
اسم علمي: Burkholderia grimmiae

نوع:كاباليرونية غلاثية 
اسم علمي: Burkholderia glathei

نوع:كاباليرونية مقيمة بالشاحبة 
اسم علمي: Burkholderia sordidicola

نوع:مرشحة كاباليرونية خشنة 
اسم علمي: Burkholderia hispidae

نوع:مرشحة كاباليرونية خضراء 
اسم علمي: Burkholderia virens

نوع:مرشحة كاباليرونية شومانينية 
اسم علمي: Burkholderia schumannianae

نوع:مرشحة كاباليرونية صلبة 
اسم علمي: Burkholderia rigidae

نوع:مرشحة كاباليرونية فيرشيرينية 
اسم علمي: Burkholderia verschuerenii

نوع:مرشحة كاباليرونية كالفا 
اسم علمي: Burkholderia calva

نوع:مرشحة كاباليرونية كيركية 
اسم علمي: Burkholderia kirkii

نوع:مرشحة كاباليرونية ماميلاتا 
اسم علمي: Burkholderia mamillata

نوع:مرشحة كاباليرونية مفرضة 
اسم علمي: Burkholderia crenata

نوع:مرشحة كاباليرونية واخزة سوداء 
اسم علمي: Burkholderia nigropunctata

نوع:Burkholderia alpina 
اسم علمي: Burkholderia alpina

نوع:Burkholderia arationis 
اسم علمي: Burkholderia arationis

نوع:Burkholderia arvi 
اسم علمي: Burkholderia arvi

نوع:Burkholderia aspalathi 
اسم علمي: Burkholderia aspalathi

نوع:Burkholderia caballeronis 
اسم علمي: Burkholderia caballeronis

نوع:Burkholderia calidae 
اسم علمي: Burkholderia calidae

نوع:Burkholderia catudaia 
اسم علمي: Burkholderia catudaia

نوع:Burkholderia cocovenenans 
اسم علمي: Burkholderia cocovenenans

نوع:Burkholderia concitans 
اسم علمي: Burkholderia concitans

نوع:Burkholderia cordobensis 
اسم علمي: Burkholderia cordobensis

نوع:Burkholderia dipogonis 
اسم علمي: Burkholderia dipogonis

نوع:Burkholderia fortuita 
اسم علمي: Burkholderia fortuita

نوع:Burkholderia ginsengiterrae 
اسم علمي: Burkholderia ginsengiterrae

نوع:Burkholderia glebae 
اسم علمي: Burkholderia glebae

نوع:Burkholderia humisilvae 
اسم علمي: Burkholderia humisilvae

نوع:Burkholderia humptydooensis 
اسم علمي: Burkholderia humptydooensis

نوع:Burkholderia hypogeia 
اسم علمي: Burkholderia hypogeia

نوع:Burkholderia insecticola 
اسم علمي: Burkholderia insecticola

نوع:Burkholderia jiangsuensis 
اسم علمي: Burkholderia jiangsuensis

نوع:Burkholderia jirisanensis 
اسم علمي: Burkholderia jirisanensis

نوع:Burkholderia kirstenboschensis 
اسم علمي: Burkholderia kirstenboschensis

نوع:Burkholderia megalochromosomata 
اسم علمي: Burkholderia megalochromosomata

نوع:Burkholderia metalliresistens 
اسم علمي: Burkholderia metalliresistens

نوع:Burkholderia norimbergensis 
اسم علمي: Burkholderia norimbergensis

نوع:Burkholderia panaciterrae 
اسم علمي: Burkholderia panaciterrae

نوع:Burkholderia pedi 
اسم علمي: Burkholderia pedi

نوع:Burkholderia peredens 
اسم علمي: Burkholderia peredens

نوع:Burkholderia pickettii 
اسم علمي: Burkholderia pickettii

نوع:Burkholderia ptereochthonis 
اسم علمي: Burkholderia ptereochthonis

نوع:Burkholderia puraquae 
اسم علمي: Burkholderia puraquae

نوع:Burkholderia rhizosphaerae 
اسم علمي: Burkholderia rhizosphaerae

نوع:Burkholderia singularis 
اسم علمي: Burkholderia singularis

نوع:Burkholderia solanacearum 
اسم علمي: Burkholderia solanacearum

نوع:Burkholderia solisilvae 
اسم علمي: Burkholderia solisilvae

نوع:Burkholderia stagnalis 
اسم علمي: Burkholderia stagnalis

نوع:Burkholderia temeraria 
اسم علمي: Burkholderia temeraria

نوع:Burkholderia territorii 
اسم علمي: Burkholderia territorii

نوع:Burkholderia turbans 
اسم علمي: Burkholderia turbans

نوع:Burkholderia unamae 
اسم علمي: Burkholderia unamae

نوع:Burkholderia vandii 
اسم علمي: Burkholderia vandii